# Crush (canción de Grace Jones)
"Crush" (español: Aplastar) es el tercer sencillo del álbum de Grace Jones Inside Story elegido por los Estados Unidos, considerando que Europa ha optado por "Victor Should Have Been a Jazz Musician". El sencillo también fue lanzado en una versión en 12" más extensa, aún sin editadar en CD.

## Lista de canciones
US 7" single (B-50064)
1. "Crush"
2. "White Collar Crime" - 4:59

US 12" single (V-56047)
1. "Crush" (Remix Extendido) - 8:09
2. "Crush" (Dub) - 6:21
3. "White Collar Crime" - 4:59

Vinyl, 12", Promo (SPRO-9982)
1. Crush (Remix Extendido) (8:09)
2. Crush (Dub) (6:21)
3. Crush (Versión en 7") (3:22)

CA 12" single (S 75185)
1. "Crush" (Remix Extendido) - 8:09
2. "Crush" (Dub) - 6:21
3. "White Collar Crime" - 4:59

US 12" promo (SPRO-9981)
1. "Crush" (Remix Extendido) - 8:09
2. "Crush" (Dub) - 6:21
3. "Crush" (Versión en 7") - 3:22

## Listas musicales
| Lista musical (1985)               | Posición |
| ---------------------------------- | -------- |
| U.S. Billboard Hot Dance Club Play | 32       |